# Siêu cúp bóng đá Tây Ban Nha
Siêu cúp bóng đá Tây Ban Nha (tiếng Tây Ban Nha: Supercopa de España, tiếng Catalunya: Supercopa de Espanya) là giải đấu siêu cúp của bóng đá Tây Ban Nha. Được thành lập vào năm 1982 với hai đội thi đấu, thể thức hiện nay được áp dụng kể từ mùa giải 2019–20 với bốn đội: đội vô địch và á quân của La Liga và đội vô địch và á quân của Cúp Nhà vua Tây Ban Nha. Barcelona là đương kim vô địch mùa 2024–25.
Từ năm 1994 đến 2018, cúp được trao hàng năm vào cuối tháng 8, đánh dấu sự khởi đầu chính thức của mùa giải bóng đá ở Tây Ban Nha. Cho đến năm 1995, nếu một đội giành chức vô địch La Liga và Cúp quốc gia thì được tự động trao Siêu cúp. Tuy nhiên, từ năm 1996 đến 2019, nếu một đội lập cú đúp, thì họ phải thi đấu với đội á quân Cúp quốc gia.
Trong suốt lịch sử của giải đấu, có 13 câu lạc bộ đã tham gia giải đấu và chỉ có 10 câu lạc bộ giành được danh hiệu. Lionel Messi là vua phá lưới mọi thời đại của giải đấu và là cầu thủ thành công nhất với 8 danh hiệu.

## Các trận chung kết

### Thể thức hai đội
Ngoại trừ các năm 1983, 1988 và 1992, trận lượt đi sẽ diễn ra trên sân vận động của đội vô địch cúp Nhà vua.
| Năm  | Vô địch                                                                        | Tỷ số                                      | Á quân                                     |   |
| ---- | ------------------------------------------------------------------------------ | ------------------------------------------ | ------------------------------------------ | - |
| 1982 | Real Sociedad (La Liga)                                                        | 0–1                                        | Real Madrid (Cúp Nhà vua)                  |   |
| 1982 | Real Sociedad (La Liga)                                                        | 4–0                                        | Real Madrid (Cúp Nhà vua)                  |   |
| 1982 | Real Sociedad thắng chung cuộc 4–1                                             |                                            |                                            |   |
| 1983 | Barcelona (Cúp Nhà vua)                                                        | 3–1                                        | Athletic Bilbao (La Liga)                  |   |
| 1983 | Barcelona (Cúp Nhà vua)                                                        | 0–1                                        | Athletic Bilbao (La Liga)                  |   |
| 1983 | Barcelona thắng chung cuộc 3–2                                                 |                                            |                                            |   |
| 1984 | Athletic Bilbao (La Liga & Cúp Nhà vua)                                        | —                                          | —                                          | — |
| 1984 | Được trao tự động cho Athletic Bilbao sau khi giành cú đúp                     |                                            |                                            |   |
| 1985 | Atlético Madrid (Cúp Nhà vua)                                                  | 3–1                                        | Barcelona (La Liga)                        |   |
| 1985 | Atlético Madrid (Cúp Nhà vua)                                                  | 0–1                                        | Barcelona (La Liga)                        |   |
| 1985 | Atlético Madrid thắng chung cuộc 3–2                                           |                                            |                                            |   |
| 1986 | Real Madrid và Zaragoza không thi đấu                                          | Real Madrid và Zaragoza không thi đấu      | Real Madrid và Zaragoza không thi đấu      |   |
| 1987 | Real Madrid và Real Sociedad không thi đấu                                     | Real Madrid và Real Sociedad không thi đấu | Real Madrid và Real Sociedad không thi đấu |   |
| 1988 | Real Madrid (La Liga)                                                          | 2–0                                        | Barcelona (Cúp Nhà vua)                    |   |
| 1988 | Real Madrid (La Liga)                                                          | 1–2                                        | Barcelona (Cúp Nhà vua)                    |   |
| 1988 | Real Madrid thắng chung cuộc 3–2                                               |                                            |                                            |   |
| 1989 | Real Madrid (La Liga & Cúp Nhà vua)                                            | —                                          | —                                          | — |
| 1989 | Được trao tự động cho Real Madrid sau khi giành cú đúp                         |                                            |                                            |   |
| 1990 | Real Madrid (La Liga)                                                          | 1–0                                        | Barcelona (Cúp Nhà vua)                    |   |
| 1990 | Real Madrid (La Liga)                                                          | 4–1                                        | Barcelona (Cúp Nhà vua)                    |   |
| 1990 | Real Madrid thắng chung cuộc 5–1                                               |                                            |                                            |   |
| 1991 | Barcelona (La Liga)                                                            | 1–0                                        | Atlético Madrid (Cúp Nhà vua)              |   |
| 1991 | Barcelona (La Liga)                                                            | 1–1                                        | Atlético Madrid (Cúp Nhà vua)              |   |
| 1991 | Barcelona thắng chung cuộc 2–1                                                 |                                            |                                            |   |
| 1992 | Barcelona (La Liga)                                                            | 3–1                                        | Atlético Madrid (Cúp Nhà vua)              |   |
| 1992 | Barcelona (La Liga)                                                            | 2–1                                        | Atlético Madrid (Cúp Nhà vua)              |   |
| 1992 | Barcelona thắng chung cuộc 5–2                                                 |                                            |                                            |   |
| 1993 | Real Madrid (Cúp Nhà vua)                                                      | 3–1                                        | Barcelona (La Liga)                        |   |
| 1993 | Real Madrid (Cúp Nhà vua)                                                      | 1–1                                        | Barcelona (La Liga)                        |   |
| 1993 | Real Madrid thắng chung cuộc 4–2                                               |                                            |                                            |   |
| 1994 | Barcelona (La Liga)                                                            | 2–0                                        | Zaragoza (Cúp Nhà vua)                     |   |
| 1994 | Barcelona (La Liga)                                                            | 4–5                                        | Zaragoza (Cúp Nhà vua)                     |   |
| 1994 | Barcelona thắng chung cuộc 6–5                                                 |                                            |                                            |   |
| 1995 | Deportivo La Coruña (Cúp Nhà vua)                                              | 3–0                                        | Real Madrid (La Liga)                      |   |
| 1995 | Deportivo La Coruña (Cúp Nhà vua)                                              | 2–1                                        | Real Madrid (La Liga)                      |   |
| 1995 | Deportivo thắng chung cuộc 5–1                                                 |                                            |                                            |   |
| 1996 | Barcelona (Á quân Cúp Nhà vua)                                                 | 5–2                                        | Atlético Madrid (La Liga & Cúp Nhà vua)    |   |
| 1996 | Barcelona (Á quân Cúp Nhà vua)                                                 | 1–3                                        | Atlético Madrid (La Liga & Cúp Nhà vua)    |   |
| 1996 | Barcelona thắng chung cuộc 6–5                                                 |                                            |                                            |   |
| 1997 | Real Madrid (La Liga)                                                          | 1–2                                        | Barcelona (Cúp Nhà vua)                    |   |
| 1997 | Real Madrid (La Liga)                                                          | 4–1                                        | Barcelona (Cúp Nhà vua)                    |   |
| 1997 | Real Madrid thắng chung cuộc 5–3                                               |                                            |                                            |   |
| 1998 | Mallorca (Á quân Cúp Nhà vua)                                                  | 2–1                                        | Barcelona (La Liga & Cúp Nhà vua)          |   |
| 1998 | Mallorca (Á quân Cúp Nhà vua)                                                  | 1–0                                        | Barcelona (La Liga & Cúp Nhà vua)          |   |
| 1998 | Mallorca thắng chung cuộc 3–1                                                  |                                            |                                            |   |
| 1999 | Valencia (Cúp Nhà vua)                                                         | 1–0                                        | Barcelona (La Liga)                        |   |
| 1999 | Valencia (Cúp Nhà vua)                                                         | 3–3                                        | Barcelona (La Liga)                        |   |
| 1999 | Valencia thắng chung cuộc 4–3                                                  |                                            |                                            |   |
| 2000 | Deportivo La Coruña (La Liga)                                                  | 0–0                                        | Espanyol (Cúp Nhà vua)                     |   |
| 2000 | Deportivo La Coruña (La Liga)                                                  | 2–0                                        | Espanyol (Cúp Nhà vua)                     |   |
| 2000 | Deportivo thắng chung cuộc 2–0                                                 |                                            |                                            |   |
| 2001 | Real Madrid (La Liga)                                                          | 1–1                                        | Zaragoza (Cúp Nhà vua)                     |   |
| 2001 | Real Madrid (La Liga)                                                          | 3–0                                        | Zaragoza (Cúp Nhà vua)                     |   |
| 2001 | Real Madrid thắng chung cuộc 4–1                                               |                                            |                                            |   |
| 2002 | Deportivo La Coruña (Cúp Nhà vua)                                              | 3–0                                        | Valencia (La Liga)                         |   |
| 2002 | Deportivo La Coruña (Cúp Nhà vua)                                              | 1–0                                        | Valencia (La Liga)                         |   |
| 2002 | Deportivo thắng chung cuộc 4–0                                                 |                                            |                                            |   |
| 2003 | Real Madrid (La Liga)                                                          | 1–2                                        | Mallorca (Cúp Nhà vua)                     |   |
| 2003 | Real Madrid (La Liga)                                                          | 3–0                                        | Mallorca (Cúp Nhà vua)                     |   |
| 2003 | Real Madrid thắng chung cuộc 4–2                                               |                                            |                                            |   |
| 2004 | Zaragoza (Cúp Nhà vua)                                                         | 0–1                                        | Valencia (La Liga)                         |   |
| 2004 | Zaragoza (Cúp Nhà vua)                                                         | 3–1                                        | Valencia (La Liga)                         |   |
| 2004 | Zaragoza thắng chung cuộc 3–2                                                  |                                            |                                            |   |
| 2005 | Barcelona (La Liga)                                                            | 3–0                                        | Real Betis (Cúp Nhà vua)                   |   |
| 2005 | Barcelona (La Liga)                                                            | 1–2                                        | Real Betis (Cúp Nhà vua)                   |   |
| 2005 | Barcelona thắng chung cuộc 4–2                                                 |                                            |                                            |   |
| 2006 | Barcelona (La Liga)                                                            | 1–0                                        | Espanyol (Cúp Nhà vua)                     |   |
| 2006 | Barcelona (La Liga)                                                            | 3–0                                        | Espanyol (Cúp Nhà vua)                     |   |
| 2006 | Barcelona thắng chung cuộc 4–0                                                 |                                            |                                            |   |
| 2007 | Sevilla (Cúp Nhà vua)                                                          | 1–0                                        | Real Madrid (La Liga)                      |   |
| 2007 | Sevilla (Cúp Nhà vua)                                                          | 5–3                                        | Real Madrid (La Liga)                      |   |
| 2007 | Sevilla thắng chung cuộc 6–3                                                   |                                            |                                            |   |
| 2008 | Real Madrid (La Liga)                                                          | 2–3                                        | Valencia (Cúp Nhà vua)                     |   |
| 2008 | Real Madrid (La Liga)                                                          | 4–2                                        | Valencia (Cúp Nhà vua)                     |   |
| 2008 | Real Madrid thắng chung cuộc 6–5                                               |                                            |                                            |   |
| 2009 | Barcelona (La Liga & Cúp Nhà vua)                                              | 2–1                                        | Athletic Bilbao (Á quân Cúp Nhà vua)       |   |
| 2009 | Barcelona (La Liga & Cúp Nhà vua)                                              | 3–0                                        | Athletic Bilbao (Á quân Cúp Nhà vua)       |   |
| 2009 | Barcelona thắng chung cuộc 5–1                                                 |                                            |                                            |   |
| 2010 | Barcelona (La Liga)                                                            | 1–3                                        | Sevilla (Cúp Nhà vua)                      |   |
| 2010 | Barcelona (La Liga)                                                            | 4–0                                        | Sevilla (Cúp Nhà vua)                      |   |
| 2010 | Barcelona thắng chung cuộc 5–3                                                 |                                            |                                            |   |
| 2011 | Barcelona (La Liga)                                                            | 2–2                                        | Real Madrid (Cúp Nhà vua)                  |   |
| 2011 | Barcelona (La Liga)                                                            | 3–2                                        | Real Madrid (Cúp Nhà vua)                  |   |
| 2011 | Barcelona thắng chung cuộc 5–4                                                 |                                            |                                            |   |
| 2012 | Real Madrid (La Liga)                                                          | 2–3                                        | Barcelona (Cúp Nhà vua)                    |   |
| 2012 | Real Madrid (La Liga)                                                          | 2–1                                        | Barcelona (Cúp Nhà vua)                    |   |
| 2012 | Tổng tỷ số 4–4, Real Madrid thắng nhờ luật bàn thắng sân khách                 |                                            |                                            |   |
| 2013 | Barcelona (La Liga)                                                            | 1–1                                        | Atlético Madrid (Cúp Nhà vua)              |   |
| 2013 | Barcelona (La Liga)                                                            | 0–0                                        | Atlético Madrid (Cúp Nhà vua)              |   |
| 2013 | Tổng tỷ số 1–1, Barcelona thắng nhờ luật bàn thắng sân khách                   |                                            |                                            |   |
| 2014 | Atlético Madrid (La Liga)                                                      | 1–1                                        | Real Madrid (Cúp Nhà vua)                  |   |
| 2014 | Atlético Madrid (La Liga)                                                      | 1–0                                        | Real Madrid (Cúp Nhà vua)                  |   |
| 2014 | Atlético Madrid thắng chung cuộc 2–1                                           |                                            |                                            |   |
| 2015 | Athletic Bilbao (Á quân Cúp Nhà vua)                                           | 4–0                                        | Barcelona (La Liga & Cúp Nhà vua)          |   |
| 2015 | Athletic Bilbao (Á quân Cúp Nhà vua)                                           | 1–1                                        | Barcelona (La Liga & Cúp Nhà vua)          |   |
| 2015 | Athletic Bilbao thắng chung cuộc 5–1                                           |                                            |                                            |   |
| 2016 | Barcelona (La Liga & Cúp Nhà vua)                                              | 2–0                                        | Sevilla (Á quân Cúp Nhà vua)               |   |
| 2016 | Barcelona (La Liga & Cúp Nhà vua)                                              | 3–0                                        | Sevilla (Á quân Cúp Nhà vua)               |   |
| 2016 | Barcelona thắng chung cuộc 5–0                                                 |                                            |                                            |   |
| 2017 | Real Madrid (La Liga)                                                          | 3–1                                        | Barcelona (Cúp Nhà vua)                    |   |
| 2017 | Real Madrid (La Liga)                                                          | 2–0                                        | Barcelona (Cúp Nhà vua)                    |   |
| 2017 | Real Madrid thắng chung cuộc 5–1                                               |                                            |                                            |   |
| 2018 | Barcelona (La Liga & Cúp Nhà vua)                                              | 2–1                                        | Sevilla (Á quân Cúp Nhà vua)               |   |
| 2018 | Trận chung kết một lượt diễn ra tại sân vận động Ibn Batouta, Tangier, Morocco |                                            |                                            |   |

### Thể thức bốn đội
| Năm  | Câu lạc bộ                      | Tỷ số        | Câu lạc bộ                    | Sân vận động                                             | Khán giả |
| ---- | ------------------------------- | ------------ | ----------------------------- | -------------------------------------------------------- | -------- |
| 2020 | Valencia (Cúp)                  | 1–3          | Real Madrid (hạng 3 Liga)     | Thành phố Thể thao Nhà vua Abdullah, Jeddah, Ả Rập Xê Út | 40.877   |
| 2020 | Barcelona (Liga & Á quân Cúp)   | 2–3          | Atlético Madrid (Á quân Liga) | Thành phố Thể thao Nhà vua Abdullah, Jeddah, Ả Rập Xê Út | 58.410   |
| 2020 | Real Madrid                     | 0–0 (p.4–1)  | Atlético Madrid               | Thành phố Thể thao Nhà vua Abdullah, Jeddah, Ả Rập Xê Út | 59.053   |
| 2021 | Real Sociedad (Cúp)             | 1–1 (p.2–3)  | Barcelona (Á quân Liga)       | Nuevo Arcángel, Córdoba                                  | 0        |
| 2021 | Real Madrid (Liga)              | 1–2          | Athletic Bilbao (Á quân Cúp)  | La Rosaleda, Málaga                                      | 0        |
| 2021 | Barcelona                       | 2–3 (s.h.p.) | Athletic Bilbao               | La Cartuja, Sevilla                                      | 0        |
| 2022 | Atlético Madrid (Liga)          | 1–2          | Athletic Bilbao (Á quân Cúp)  | Quốc tế Nhà vua Fahd, Riyadh, Ả Rập Xê Út                | 35.000   |
| 2022 | Barcelona (Cúp)                 | 2–3 (s.h.p.) | Real Madrid (Á quân Liga)     | Quốc tế Nhà vua Fahd, Riyadh, Ả Rập Xê Út                | 7.000    |
| 2022 | Athletic Bilbao                 | 0–2          | Real Madrid                   | Quốc tế Nhà vua Fahd, Riyadh, Ả Rập Xê Út                | 30.000   |
| 2023 | Real Madrid (Liga)              | 1–1 (p.4–3)  | Valencia (Á quân Cúp)         | Quốc tế Nhà vua Fahd, Riyadh, Ả Rập Xê Út                | 50.492   |
| 2023 | Real Betis (Cúp)                | 2–2 (p.2–4)  | Barcelona (Á quân Liga)       | Quốc tế Nhà vua Fahd, Riyadh, Ả Rập Xê Út                | 38.629   |
| 2023 | Real Madrid                     | 1–3          | Barcelona                     | Quốc tế Nhà vua Fahd, Riyadh, Ả Rập Xê Út                | 57.340   |
| 2024 | Real Madrid (Cúp & Á quân Liga) | 5–3 (s.h.p.) | Atlético Madrid (hạng 3 Liga) | Đại học Nhà vua Saud, Riyadh, Ả Rập Xê Út                | 23.982   |
| 2024 | Barcelona (Liga)                | 2–0          | Osasuna (Á quân Cúp)          | Đại học Nhà vua Saud, Riyadh, Ả Rập Xê Út                | 23.932   |
| 2024 | Real Madrid                     | 4–1          | Barcelona                     | Đại học Nhà vua Saud, Riyadh, Ả Rập Xê Út                | 23.977   |
| 2025 | Athletic Bilbao (Cúp)           | 0–2          | Barcelona (Á quân Liga)       | Thành phố Thể thao Nhà vua Abdullah, Jeddah, Ả Rập Xê Út | 42.000   |
| 2025 | Real Madrid (Liga)              | 3–0          | Mallorca (Á quân Cúp)         | Thành phố Thể thao Nhà vua Abdullah, Jeddah, Ả Rập Xê Út | 62.242   |
| 2025 | Barcelona (Á quân Liga)         | 5–2          | Real Madrid (Liga)            | Thành phố Thể thao Nhà vua Abdullah, Jeddah, Ả Rập Xê Út |          |

1. 1 2  Kết quả của trận chung kết Copa del Rey 2020 chưa được biết vào thời điểm Siêu cúp Tây Ban Nha 2020–21 diễn ra, nên cả hai đội lọt vào trận chung kết đều được cấp suất tham dự.
2. 1 2 3  Trận đấu diễn ra mà không có khán giả do Đại dịch COVID-19 ở Tây Ban Nha.

### Cúp Eva Duarte
| Năm  | Đội vô địch     | Vô địch     | Á quân                          | Vô địch                         | Tỷ số                           |
| ---- | --------------- | ----------- | ------------------------------- | ------------------------------- | ------------------------------- |
| 1953 | Barcelona       | Liga & Copa | Đoạt cúp vì vô địch cả hai giải | Đoạt cúp vì vô địch cả hai giải | Đoạt cúp vì vô địch cả hai giải |
| 1952 | Barcelona       | Liga & Copa | Đoạt cúp vì vô địch cả hai giải | Đoạt cúp vì vô địch cả hai giải | Đoạt cúp vì vô địch cả hai giải |
| 1951 | Atlético Madrid | Liga        | Barcelona                       | Copa                            | 2–0                             |
| 1950 | Athletic Bilbao | Copa        | Atlético Madrid                 | Liga                            | 5–5 / 2–0                       |
| 1949 | Valencia        | Copa        | Barcelona                       | Liga                            | 7–4                             |
| 1948 | Barcelona       | Liga        | Sevilla                         | Copa                            | 1–0                             |
| 1947 | Real Madrid     | Copa        | Valencia                        | Liga                            | 3–1                             |

### Nhà vô địch khác
| Năm  | Đội vô địch     | Vô địch | Á quân          | Vô địch | Tỷ số    | Danh hiệu                   |
| ---- | --------------- | ------- | --------------- | ------- | -------- | --------------------------- |
| 1945 | Barcelona       | Copa    | Athletic Bilbao | Liga    | 5-4      | Copa de Oro "Argentina"     |
| 1941 | Atlético Madrid | Liga    | Valencia        | Copa    | 4-0      | Copa Presidente FEF         |
| 1940 | Atlético Madrid | Liga    | RCD Español     | Copa    | 3-3, 7-1 | Copa de Campeones de España |

## Số lần vô địch (tính riêng Siêu cúp Tây Ban Nha)
| Đội             | Vô địch | Á quân | Vào bán kết | Năm vô địch                                                                              | Năm á quân                                                             | Năm vào bán kết |
| --------------- | ------- | ------ | ----------- | ---------------------------------------------------------------------------------------- | ---------------------------------------------------------------------- | --------------- |
| Barcelona       | 15      | 12     | 2           | 1983, 1991, 1992, 1994, 1996, 2005, 2006, 2009, 2010, 2011, 2013, 2016, 2018, 2023, 2025 | 1985, 1988, 1990, 1993, 1997, 1998, 1999, 2012, 2015, 2017, 2021, 2024 | 2020, 2022      |
| Real Madrid     | 13      | 7      | 1           | 1988, 1989, 1990, 1993, 1997, 2001, 2003, 2008, 2012, 2017 , 2020 , 2022, 2024           | 1982, 1995, 2007, 2011, 2014, 2023, 2025                               | 2021            |
| Athletic Bilbao | 3       | 3      | 1           | 1984, 2015, 2021                                                                         | 1983, 2009, 2022                                                       | 2025            |
| Deportivo       | 3       | -      | -           | 1995, 2000, 2002                                                                         | -                                                                      | -               |
| Atlético Madrid | 2       | 5      | 2           | 1985, 2014                                                                               | 1991, 1992, 1996, 2013, 2020                                           | 2022, 2024      |
| Valencia        | 1       | 3      | 2           | 1999                                                                                     | 2002, 2004, 2008                                                       | 2020, 2023      |
| Sevilla         | 1       | 3      | -           | 2007                                                                                     | 2010, 2016, 2018                                                       | -               |
| Zaragoza        | 1       | 2      | -           | 2004                                                                                     | 1994, 2001                                                             | -               |
| Mallorca        | 1       | 1      | 1           | 1998                                                                                     | 2003                                                                   | 2025            |
| Real Sociedad   | 1       | -      | 1           | 1982                                                                                     | -                                                                      | 2021            |
| Espanyol        | -       | 2      | -           | -                                                                                        | 2000, 2006                                                             | -               |
| Real Betis      | -       | 1      | 1           | -                                                                                        | 2005                                                                   | 2023            |
| Osasuna         | -       | -      | 1           | -                                                                                        | -                                                                      | 2024            |

## Số lần vô địch (tính riêng Cúp Eva Duarte và các giải trước đó)
| Đội             | Vô địch | Á quân | Năm vô địch            | Năm Á quân |
| --------------- | ------- | ------ | ---------------------- | ---------- |
| Barcelona       | 4       | 2      | 1945, 1948, 1952, 1953 | 1949, 1951 |
| Atlético Madrid | 3       | 1      | 1940, 1941, 1951       | 1950       |
| Valencia        | 1       | 2      | 1949                   | 1941, 1947 |
| Athletic Bilbao | 1       | 1      | 1950                   | 1945       |
| Real Madrid     | 1       | -      | 1947                   | -          |
| Espanyol        | -       | 1      | -                      | 1940       |
| Sevilla         | -       | 1      | -                      | 1948       |

## Số lần vô địch tổng cộng
| Đội             | Số lần vô địch | Siêu cúp | Các giải trước |
| --------------- | -------------- | -------- | -------------- |
| Barcelona       | 17             | 13       | 4              |
| Real Madrid     | 13             | 12       | 1              |
| Atlético Madrid | 5              | 2        | 3              |
| Deportivo       | 3              | 3        | -              |
| Athletic Bilbao | 3              | 2        | 1              |
| Valencia        | 2              | 1        | 1              |
| Real Sociedad   | 1              | 1        | -              |
| Mallorca        | 1              | 1        | -              |
| Zaragoza        | 1              | 1        | -              |
| Sevilla         | 1              | 1        | -              |